# Enzio van Sardinië

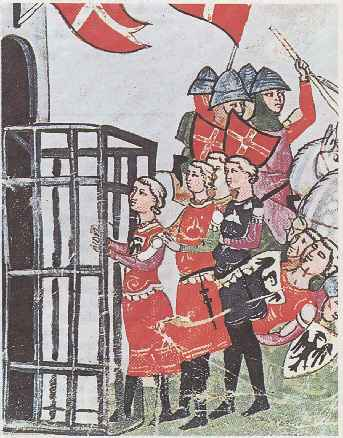
Enzio van Sardinië wordt gevangengenomen.

Enzio (of Enzo) van Sardinië (Palermo, ca. 1218 - Bologna, 1272) was een bastaardzoon van Keizer Frederik II die door zijn vader werd benoemd tot Koning van Sardinië.

## Biografie
Enzio werd geboren als zoon van Keizer Frederik II en een zekere Adelaide.  In 1238 trouwde Enzio met Adelasia van Torres waardoor hij grote gebieden in Sardinië verwierf. Hij werd datzelfde jaar geridderd en benoemd tot koning van Sardinië. Drie jaar later verliet hij het eiland om te dienen als Keizerlijk Vicaris-Generaal in Lombardije. Tijdens de strijd voor de Ghibellijnen in Italië werd hij gevangengenomen, maar alweer snel vrijgelaten. Zijn huwelijk werd in 1245 ontbonden.
Enzio van Sardinië werd in 1249 voor een tweede keer gevangengenomen en werd gevangengezet in Bologna. Hij zat daar gevangen in het Palazzo Re Enzo, dat later naar hem werd vernoemd. Enzio probeerde enkele keren te ontsnappen, maar slaagde hier niet in. Uiteindelijk stierf hij in gevangenschap in 1272.